# Spatulosminthurus gattoi
Spatulosminthurus gattoi is een springstaartensoort uit de familie van de Sminthuridae. De wetenschappelijke naam van de soort is voor het eerst geldig gepubliceerd in 1967 door Dallai.